# إيان موردوك
إيان موردوك (بالإنجليزية: Ian Murdock)‏ ‏(28 أبريل 1973 - 28 ديسمبر 2015) هو مؤسس توزيعة ديبيان وبروجيني لينكس سيستيمز وهي شركة تجارية مختصة بنظام لينكس. وضع بيان ديبيان عام 1993 حينما كان طالباً في جامعة بيردو والتي نال منها شهادة البكالوريوس في علوم الحاسوب عام 1996. اشتق اسم ديبيان من اسمه واسم صديقته حينها وزوجته السابقة حاليا ديبرا، فأصبح الاسم Debra وIan.
بعد أن انضم لشركة صن، قاد مشروع إنديانا والذي وصفه بأنه "أخذ الدروس المستفادة من نظام تشغيل لينكس وتطبيقها على نظام سولاريس"، والغرض من المشروع صنع توزيعة أوبن سولاريس كاملة مع جنوم وأدوات من جنو بالإضافة إلى نظام إدارة للحزم مبني على الشبكات.